# Rahman Abdul Sifeen
Rahman Abdul Sifeen (12 de junho de 1974) é um ex-futebolista profissional saudita que atuava como meia.

## Carreira
Rahman Abdul Sifeen fez parte do elenco da Seleção Saudita de Futebol nas Olimpíadas de 1996.